# The Remixes
The Remixes е първият ремикс албум на колумбийската певица Шакира. Издаден е на 21 октомври 1997 г.

## Списък с песни
1. "Shakira DJ Memêgamix" – 6:21
2. "Estoy Aquí (Extended Remix)" – 9:31
3. "Estou Aqui (португалска версия)" – 3:52
4. "Dónde Estás Corazón? (Dance Remix)" – 8:46
5. "Un Poco de Amor (12" Extended Dancehall Remix)" – 5:47
6. "Um Pouco de Amor (португалска версия)" – 3:54
7. "Pies Descalzos, Sueños Blancos (Memê's Super Club Mix)" – 8:42
8. "Pés Descalços (португалска версия)" – 3:24
9. "Estoy Aquí (Timbalero Dub)" – 6:06
10. "Dónde Estás Corazón? (Dub-A-Pella Mix)" – 6:40
11. "Un Poco De Amor (Memê's Jazz Experience Mix)" – 4:41
12. "Pies Descalzos, Sueños Blancos (The Timbalero Dub 97)" – 6:38